# Proconura eublemmae
Proconura eublemmae är en stekelart som först beskrevs av Wallace A. Steffan 1951.  Proconura eublemmae ingår i släktet Proconura och familjen bredlårsteklar. Inga underarter finns listade i Catalogue of Life.